# Библиотека Лазић
Библиотека Лазић је српска породична приватна нерегистрована библиотека. Основана је 1882. године на територији Аустроугарске највероватније у породичној кући. Реоснована као приватна иницијатива и отворена је за јавност 2012. године, у оквиру Удружења за културу, уметност и међународну сарадњу „Адлигат“. Поред књига, Библиотека у свом фонду чува десетине хиљада разгледница, мапа, проспеката и предмета, а посебно су значајне и колекције филателије и нумизматике. Данас броји око два милиона предмета и милион књига.

## Историјат

### Оснивање
Традицију сакупљања књига породице Лазић започео је свештеник Михајло Лазић почетком 18. века, девет генерација пре садашње, коју води Виктор Лазић. Библиотеку је за јавност први пут отворио Александар Лазић, 1882. године, у месту Кумане код Зрењанина, као подршку проглашењу Краљевине Србије и присједињењу Срема, Баната и Бачке Србији. 
Током бурне историје, као и већина српских библиотека, више пута је уништавана и напуштана.

### Први светски рат
Током Првог светског рата, тадашњи власник библиотеке, Лука Лазић, придружује се војсци Краљевине Србије. Плашећи се за опстанак Библиотеке, са собом носи неколико највреднијих књига. Лазић, заједно са српском војском и књигама, пешке прелази албанску голготу и стиже у Драч. Недуго након тога, његов брод је торпедован и у општој пометњи Лука скаче у море, како би спасао живот свом команданту. Тако ће већи део вредних књига које је понео са собом бити уништен. Међутим, на Крфу и у Солуну, Лука сакупља српску избегличку штампу, која ће постати једна од највећих колекција ратне штампе у региону данас.

### Међуратни период
Између два светска рата библиотека је бројала око 20.000 наслова, учествовала је у ревизији многих часописа и организовала малу позоришну трупу, те се овај период сматра златним периодом библиотеке. Како би институција била самоодржива, Лука Лазић основао је мрежу за разношење бициклима, помоћу које су се књиге изнајмљивале и продавале по Банату. Захваљујући томе, већи део овог дела Краљевине био је веома добро снабдевен књигама, а Библиотека је била образовни центар за неких десетак банатских општина. Међутим, општа несташица папира довешће до тога да читаоци често цепају листове из изнајмљених књига како би их користили за увијање цигара, фишеке, украсе на зиду, као тоалет папир и др. Како су у већини случајева власници Библиотеке то откривали много касније, а често није било могућности да се набаве нови примерци истих књига, Лука Лазић се одлучује да све странице које недостају у књигама ручно препише, а да цртеже прецрта. 
За културни рад, Луку је 1929. године Краљ Александар I Карађорђевић наградио Златном медаљом за грађанске заслуге, специјално нарученом у Прагу. 

### Други светски рат
Током Другог светског рата, Немцима је била неопходна мрежа за разношење ратне пропаганде, фашистичких прогласа, књига и новина. Чувши за разгранат систем доставе породице Лазић, убрзо наређују да се књижара и новинарница, основане у међуратном периоду, отворе за рад. Међутим, сматрајући да не могу веровати Лукином сину, Милораду Лазићу, који је преузео посао, забрањују му излазак из насеља. Наредбу за рад и одобрење за несметано кретање добија његова супруга, Даница Лазић, коју Немци не виде као претњу, будући да је била неписмена, али и мајка две девојчице.
Даница Лазић, већ првих дана на свом послу, у договору са мужем, ступа у контакт са партизанима. За њих ће наредне четири године радити као шпијун са три задатка: да испод фашистичке разноси партизанску литературу, пре свега илегални часопис „Нашу борбу”, те да анализира немачке јединице на које наилази и о томе извештава партизане. Трећи задатак био је да партизанима, на договореним местима, доставља храну. Овај задатак био је омогућен чињеницом да је имала одобрење за несметано кретање, али и приступ немачком новцу. Више пута су због тога били угрожени животи свих чланова породице, али је жеља да се помогне ослобођењу била чврста. Током периода највеће глади за време рата, Милорад Лазић није пристајао да продаје књижно наслеђе нити да га мења за храну. 

### Послератни период
Завршетак Другог светског рата и долазак КПЈ на власт, означио је нови период проблема за породицу Лазић. Комунистичке власти одлучиле су да национализују Библиотеку, желећи да бомбардовану Народну библиотеку (1941) обнове конфискацијом књига из приватних библиотека. У кући је након рата заостао и велики број фашистичке литературе, попут издања Моја борба из 1938. године. Осим што би породицу ставила у незахвалан положај, ова литература сасвим извесно би била уништена на идеолошкој основи. Да би спасили библиотечки фонд, највредније, као и све књиге проблематичне садржине, закопали су испод винограда у непосредној близини куће, а преостале разделили у неколико домаћинстава родбине и пријатеља. Комунистичке власти ни после детаљне претраге нису могле да их пронађу, те су Милорада Лазића притворили. Међутим, како је Лазић био добро познат по ратним заслугама за ослобођење, нове власти су убрзо одустале од даљег прогона породице. 
Библиотеку и новинарницу крајем педесетих година Милорад Лазић је обновио великом колекцијом стрипова и романа. Књиге су даване на коришћење мештанима три општине све до Милорадове смрти 1977. године. Након тога, Библиотека ће бити затворена све до 2009. године, када је Виктор Лазић за јавност отворио прву просторију. Званично је поново регистрована 2012. године и од тада ради у оквиру Удружења за културу, уметност и међународну сарадњу „Адлигат“. Библиотека данас броји око 2 милиона предмета и милион књига.

## Галерија
- "Парни котао: његов састав и његово уздржавање", Загреб, 1898. Први уџбеник за вожњу на Балкану.
- Илустрације за уџбеник вожње из 1898. године у коме се објашњава рад парне машине која покреће аутомобиле.
- Запис на уџбенику „Ова књига јесте својина Луке Лазића [...]"
- Стрип „Џим из Џунгле” у првом броју Политикиног забавника из 1939. године.
- Илустрована Библија из 19. века, на енглеском језику. Део породичног наслеђа Лазића.
- Србљак из XVIII века и, у позадини, прва комплетно штампана српска Библија (петокњижје), чије је штампање започео Стефан Новаковић 1780-1790, а завршио Пештански универзитет 1804. године.
- Српска црквена књига из 18. века на српскословенском језику.
- Српске и руске црквене књиге штампане пре 1800. године.
- Даница Лазић